# دنبیچک
دنبیچک (به لهستانی:  Dębiczek) یک روستا در لهستان است که در گمینا شرودا ویلکوپولسکا واقع شده‌است. دنبیچک ۱۱۰ نفر جمعیت دارد.